# Rhythm and blues britannico
Il rhythm and blues britannico (dall'inglese British rhythm and blues) fu un movimento musicale che si sviluppò nel Regno Unito tra la fine degli anni '50 e l'inizio dei '60, raggiungendo il suo apice verso la metà degli anni '60. Il rhythm and blues britannico coincise, pur distinguendosene, con i fratelli del movimento beat e con i puristi della scena del blues britannico, attenti ad emulare la musica dei pionieri del blues e del rock and roll afro-americano come Muddy Waters e Howlin' Wolf, Chuck Berry e Bo Diddley. Il rhythm and blues britannico metteva spesso molta enfasi sulle chitarre ed era spesso suonato con grande energia. Le origini di questo movimento si trovano nel jazz britannico, nello skiffle e nel folk revival britannico degli anni '50. Nel 1958 la visita di Muddy Waters convinse le figure chiave Cyril Davies e Alexis Korner a virare verso un blues elettrico ed a formare la band Blues Incorporated, che divenne una specie di punto di raccolta per i musicisti di rhythm and blues inglesi. Una fiorente scena di club e band emerse tra gli anni '50 e '60 e molte band arrivarono ad una popolarità mainstream. Tra le band di rilievo Rolling Stones, Manfred Mann, The Animals, The Yardbirds, Them e the Spencer Davis Group che dominarono le classifiche in USA ed in UK nel 1964 come conseguenza della mania del Merseybeat, divennero centrali nella sottocultura mod del Regno Unito.
Molte delle band e dei musicisti esponenti di questo genere andarono poi a guidare i nuovi generi che emersero tra la fine dei '60 ed i '70, aiutando a creare il rock psichedelico, il rock progressivo e l'hard rock, facendo del rhythm and blues una componente chiave di queste future musiche. Sul finire degli anni '70 il R&B britannico ebbe poi un momento di rivalutazione attraverso le scene del soul britannico e della disco music, i circuiti del pub rock, la musica new wave ed il mod revival, generando nuovo interesse fino alla fine degli anni '80. Negli anni 2000 nacque una nuova versione britannica della contemporary R&B che ebbe molta popolarità.

## Caratteristiche

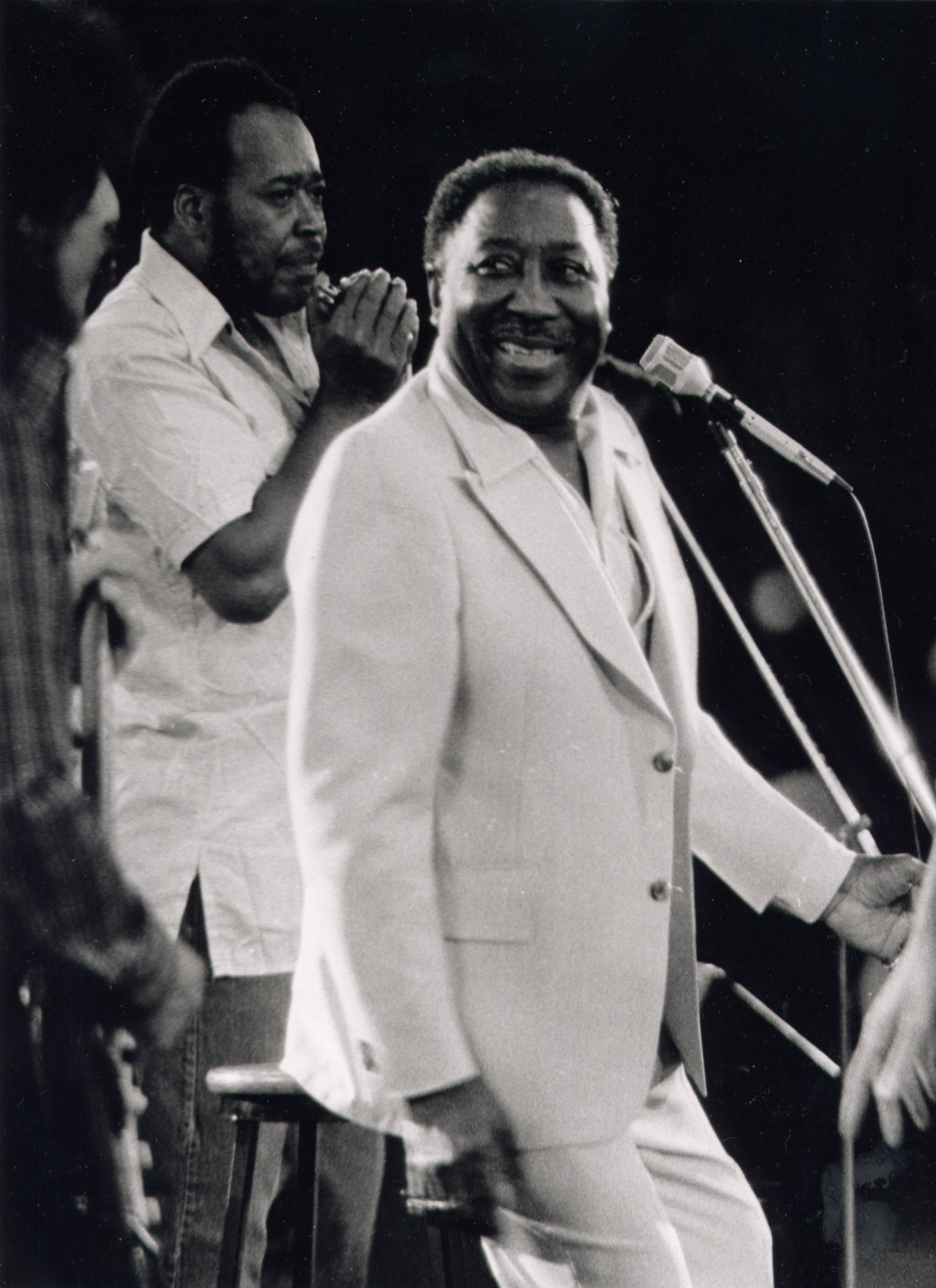
Muddy Waters, uno degli artisti più influenti sul movimento, ritratto nel 1971

I commentatori spesso distinguono tra i gruppi di rhythm and blues britannico e di musica beat (maggiormente influenzati da rock and roll e rockabilly) da un lato, ed i puristi britannici del blues (che in particolare si rifanno all'electric blues di Chicago) dall'altra, anche se vi era una considerevole mole di incroci tra i due atteggiamenti. Gruppi Merseybeat come i Beatles, o della scena equivalente di Manchester, furono influenzati dal rockabilly, dai girl group e dalle prime sonorità della Motown, che li aiutò a produrre un suono abbastanza orientato alla commerciabilità, che divenne poi dominante nelle classifiche dal 1963. Mentre le band che scaturirono dalla scena dei club londinesi erano generalmente impegnate ad emulare i musicisti rhythm and blues neri, artisti che spesso incidevano per la Chess Records come Muddy Waters e Howlin' Wolf, oppure cantanti di un rhythm and blues più selvaggio e pionieri del rock and roll come Chuck Berry e Bo Diddley che avevano un suono decisamente più "grezzo" e "ruvido".
Il British rhythm and blues si differenziava dagli artisti afro-americani nel tono, spesso più enfatico nelle chitarre e alle volte suonato con maggior energia, mentre venivano criticati per l'emulazione dello stile vocale del rhythm and blues, con grida, arresti glottali, gemiti e grida. Comunque, contanti come Van Morrison, Mick Jagger, Eric Burdon e Steve Winwood non erano attenti ad emulare un particolare cantante, ed erano visti dalla critica come capaci di cantare un blues convincente ed energico. Nei loro rifacimenti di canzoni R&B poi i riff erano utilizzati con meno frequenza e venivano spesso semplificati. Lo copo della musica era spesso quello di creare energia, piuttosto che per produrre un brano raffinato, con gruppi che erano organizzati attorno alle chitarre ed alle percussioni e gli arrangiamenti che ne risultavano tendevano a focalizzare l'attenzione sulla chitarra e sul tempo veloce molto più degli originali. L'amplificazione della chitarra ad un livello più alto degli amplificatori sottoalimentati, creavano nelle chitarre effetti di overdrive che poi divennero caratteristici della musica rock.
Nick Logan e Bob Woffinden notarono che dopo la scissione dei Blues Incorporated sul finire del 1962, possono essere distinti quattro diversi percorsi nel rhythm and blues britannico. Cyril Davies tentò di ricreare il blues elettronico di Chicago alla Muddy Waters, stile che sarebbe poi diventato quello maggiormente influente dopo il boom del blues, in particolare attraverso il lavoro di John Mayall's Bluesbreakers. Alexis Korner continuò con i Blues Incorporated, arruolando il sassofonista jazz Graham Bond ed elaborando sonorità più orientate al jazz, strada poi seguita a loro modo anche da musicisti come Graham Bond Organisation, Manfred Mann e Zoot Money. Un percorso particolare fu quello seguito da Georgie Fame and the Blue Flames, gruppo stabile del Flamingo club di Wardour Street, molto frequentato da neri americani, che utilizzava sonorità jazz mescolate a R&B e musica caraibica come lo Ska ed il bluebeat. I Rolling Stones, assieme ad altri si focalizzarono su un sound chitarristico rockettaro basato sul lavoro di Chuck Berry e Bo Diddley, e furono seguiti da molti gruppi basati su chitarra e batteria che poi virarono verso sonorità più sul rock.

## Brani R&B in classifica UK
Lista di registrazioni di gruppi britannici entrati in classifica UK nei primi anni '60 con cover di R&B americano:
| Mese di entrata in classifica | Band                          | Titolo                                 | Posizione raggiunta | Brano originale di                                                   |
| ----------------------------- | ----------------------------- | -------------------------------------- | ------------------- | -------------------------------------------------------------------- |
| Maggio 1963                   | Freddie and the Dreamers      | "If You Gotta Make a Fool of Somebody" | 3                   | James Ray                                                            |
| Giugno 1963                   | The Searchers                 | Sweets For My Sweet                    | 1                   | The Drifters                                                         |
| Luglio 1963                   | The Rolling Stones            | "Come On"                              | 21                  | Chuck Berry                                                          |
| Luglio 1963                   | Brian Poole and the Tremeloes | "Twist and Shout"                      | 4                   | The Top Notes (original version) The Isley Brothers (US hit version) |
| Agosto 1963                   | The Hollies                   | "Searchin'"                            | 12                  | The Coasters                                                         |
| Settembre 1963                | Brian Poole and the Tremeloes | "Do You Love Me"                       | 1                   | The Contours                                                         |
| Ottobre 1963                  | Dave Berry and the Cruisers   | "Memphis Tennessee"                    | 19                  | Chuck Berry                                                          |
| Novembre 1963                 | The Hollies                   | "Stay"                                 | 8                   | Maurice Williams and the Zodiacs                                     |
| Novembre 1963                 | Bern Elliott and the Fenmen   | "Money (That's What I Want)"           | 14                  | Barrett Strong                                                       |
| Gennaio 1964                  | Dave Berry and the Cruisers   | "My Baby Left Me"                      | 37                  | Arthur Crudup                                                        |
| Gennaio 1964                  | The Paramounts                | "Poison Ivy"                           | 35                  | The Coasters                                                         |
| Febbraio 1964                 | The Hollies                   | "Just One Look"                        | 2                   | Doris Troy                                                           |
| Maggio 1964                   | Lulu and the Luvvers          | "Shout"                                | 7                   | The Isley Brothers                                                   |
| Maggio 1964                   | The Dennisons                 | "Walking the Dog"                      | 36                  | Rufus Thomas                                                         |
| Giugno 1964                   | The Animals                   | "House of the Rising Sun"              | 1                   | Lead Belly also many other recordings                                |
| Luglio 1964                   | The Rolling Stones            | "It's All Over Now"                    | 1                   | The Valentinos                                                       |
| Luglio 1964                   | Manfred Mann                  | "Do Wah Diddy Diddy"                   | 1                   | The Exciters                                                         |
| Novembre 1964                 | The Rolling Stones            | "Little Red Rooster"                   | 1                   | Howlin' Wolf                                                         |
| Novembre 1964                 | The Yardbirds                 | "Good Morning Little Schoolgirl"       | 44                  | Sonny Boy Williamson I                                               |
| Dicembre 1964                 | The Moody Blues               | "Go Now"                               | 1                   | Bessie Banks                                                         |
| Gennaio 1965                  | The Animals                   | "Don't Let Me Be Misunderstood"        | 3                   | Nina Simone                                                          |
| Gennaio 1965                  | Them                          | "Baby Please Don't Go"                 | 10                  | Big Joe Williams                                                     |
| Febbraio 1965                 | The Spencer Davis Group       | "Every Little Bit Hurts"               | 41                  | Brenda Holloway                                                      |
| Marzo 1965                    | The Animals                   | "Bring It On Home To Me"               | 7                   | Sam Cooke                                                            |